# Richard Layard
Peter Richard Grenville Layard, Baron Layard, född 15 mars 1934, är en engelsk nationalekonom och grundare av Centre for Economic Performance vid London School of Economics 1990. Utbildad vid Eton, därefter vid King's College, Cambridge och vid London School of Economics har Layard verkat som rådgivare för många organisationer, däribland de brittiska och ryska regeringarna, samt för Tony Blair. Layard kallades år 2000 till livstidspär med titeln Baron Layard of Highgate i London Borough of Haringey, och verkar i Brittiska överhuset där han representerar Labour.

## Verksamhet
Richard Layard har i sin verksamhet förespråkat många inslag i New Labours politik. Hans ståndpunkt har varit  att välfärdsprogrammet ska struktureras på ett sätt som uppmuntrar (eller rentav tvingar) folk i utanförskap att komma tillbaka till arbetsmarknaden.
Layard har fokuserat på studier i vad som kommit att kallas Happiness economics. Denna gren av ekonomisk analys utgår från argumentet att inkomst är en dålig mätare på lycka. Baserad på modern lyckoforskning anför han tre faktorer som nationalekonomer underlåtit att uppmärksamma: 
- Sociala jämförelser.

I motsats till vad mer traditionella nationalekonomer förutsätter, kommer lyckan från såväl relativ som absolut inkomst. Det vill säga: om var och en tjänar till sin inköpskraft, kommer några likväl att visa sig olyckligare om deras inkomstnivå jämfört med andras är lägre. Denna effekt minskar sannolikt de förmåner folk får för hårt arbete. I en ekonomi där inte bara företag, utan individer ständigt tvingas kämpa mot varandra, upplevs livet och arbetet som ett ekorrhjul.    
- Anpassning.

När folk blir vana vid högre inkomstnivåer, ökar också deras uppfattning om behovstäckande inkomstnivå och deras faktiska inkomst upplevs då som knaper. Om de inte lyckas räkna ut hur detta fungerar, kommer de att lägga ner mer tid på arbete än vad som gagnar deras lyckokänsla. 
- Förändrad smak.

Nationalekonomer antar att det, som individerna gillar och eftersträvar, är någorlunda konstant. I själva verket är sådant inte fast och stabilt, utan statt i ständig förändring efter senaste trender och kulturella normer. Detta medför att det relativa värdet av ansamlade prylar nedvärderas, vilket i slutändan ger en negativ effekt på lyckokänslan.
Utifrån dessa iakttagelser kommer Layard till slutsatsen att skatter tjänar ett syfte utöver att 1) vara betalning för offentliga tjänster och 2) inkomstfördelning. Detta tredje syfte är att motverka kognitiv bias som får folk att arbeta mer än vad som är bra för deras hälsa. Med andra ord: skatter bör hjälpa medborgarna att hålla en hälsosam balans i arbetslivet.

## IAPT-projektet
Richard Layards arbete  har lett till IAPT-projektet (Improving Access to Psychological Therapies) i Storbritannien som är ett projekt för att nå bättre psykisk hälsa hos befolkningen.
Projektet tilldelades 2008 30 miljoner pund. Layard förespråkar en kognitiv beteendeterapi som medger ett positivt tänkande. Hans plan föreslår utbildande av 10 000 terapeuter för tio sittningar per patient. Målet är att åstadkomma 900 000 behandlingar per år. 

## Lyckans pris[3]
Richard Layard har publicerat en bok ägnad lyckan, Happiness: Lessons from a new science. I denna erkänner han sin skuld till nationalekonomen Daniel Kahneman.
Utgångspunkten för studiet är följande: hur kan det komma sig att, när alla kvantitativa indikatorer för levnadsstandard i västvärlden visar på en hög BNP, man samtidigt inte kan påvisa en högre lyckonivå? Olika undersökningar och enkäter visar att medborgarna i USA och Storbritannien inte är lyckligare trots en objektiv ökning i deras levnadsstandard.
Författaren utgår ifrån att målet för varje offentlig och politisk handling bör vara lyckonivån. Han förordar en allmän ökning av lyckonivån i samhället. Denna strävan går via en bättre fördelning av rikedomarna mellan medborgarna. På så vis har en summa av 100 dollar mycket mer värde för en fattig medborgare än en rik och har följaktligen större förutsättningar att skapa en högre lyckonivå för den fattige. Den fattige utnyttjar dessa 100 dollar till att öka sin levnadsstandard genom anskaffande av välbehövliga varor, medan den rike utnyttjar dem till överflödsvaror som inte gör honom särskilt mycket lyckligare.
Richard Layard är dessutom mycket kritisk mot tv. Enligt honom är den verklighetsfrämmande prägeln på programmen (överrepresentationen av miljardärer och toppmodeller, kriminella handlingar och sex) orsaken till kollektiv olycklighetskänsla genom den avsaknad av medborgaranda och den kriminalitet den skapar. Dessutom skapar den vanlige tittaren sin egen olycklighetskänsla genom att jämföra sig med personer utöver det vanliga i fråga om skönhet och rikedom.
En av nycklarna till lyckokänsla finns enligt Richard Layard i rikedomen av mänskliga och sociala förbindelser (samhällsengagemang) liksom i att inte jämföra sig med andra utan snarare i att försöka nå framsteg på sin egen nivå. Han konstaterar att vi är rikare än någonsin och att vi för ett mer bekvämt liv än någonsin. Men vi är inte lyckligare för det.
Man kan, menar Layard, exakt mäta lyckostatusen hos en individ tack vare upptäckter i den moderna psykologin och medicinsk bildvetenskap. Lyckan blir på så sätt ett objektivt begrepp.
Ekonomen Layard utgår från svaret på denna enkla fråga: "Är ni mycket lycklig, i stort sett lycklig eller inte särskilt lycklig?" Lyckokänslan varierar under såväl dagens lopp som hela livets lopp och det som intresserar Layard är medellyckokänslan under ett liv.
Han påvisar att lyckoindex i USA stagnerade efter 1945 samtidigt som medelinkomsten fyrdubblades. Lyckoindex kan variera från ett land till ett annat. Författaren påvisar dock det som verkligen är oroande: ökningen i depressioner, alkoholism och brottslighet i de rika länderna sedan 1945.
Layard påvisar att ökningen av levnadsstandarden leder till en tillvänjning av rikedom: den psykiska statusen hos den som nyligen blivit rik faller efter några månader tillbaka till sin tidigare nivå. Förvärvandet av ett nytt hus gör en lycklig två år i medeltal. Sedan vänjer man sig och det som var åtråvärt blir det normala och banala.
Sju faktorer är avgörande för lycka: 
1. relationerna till familjen,
2. den finansiella situationen,
3. arbetet,
4. grupptillhörigheten och vännerna,
5. hälsan,
6. den individuella friheten och
7. de personliga värderingarna.

Skilsmässo- och arbetslöshetstalen är element som har starkt inflytande på lyckonivån i ett samhälle. Tv och reklam, som manipulerar massorna genom att framvisa toppmodeller och miljardärer som norm, bidrar till brottslighet och olycka. Ökningen av individualismen till följd av nedgången i medborgaranda och religiositet medverkar till denna olycklighetskänsla.
Enligt författaren är det nödvändigt att bygga ett begrepp för gemensamt välbehag som individerna kan sträva efter för att bli lyckliga. Altruismen blir den dygd som bäst förverkligar detta mål.
Har den ekonomiska vetenskapen nyckeln till känslan av lycka? Nej inte, enligt författaren, när den bara befattar sig med ökningen av BNP. Jovisst, när den tar hänsyn till fördelningen av rikedomar och fundamentala psykologiska lagar såsom avskyn för förlust: 100 euro man förlorat är i medeltal två gånger mer smärtsamt än 100 vunna euro. Man måste alltså minimera förluster och reducera ojämlikhet, arbetslöshet och lidande.
Han konstaterar att individerna lägger ner enorm energi på att nå omöjliga eller overkliga mål. Antalet platser "på toppen" är mycket begränsade. Hellre än att föra en strid för att nå första plats (ett nollsummespel, för varje vinnare skapar en förlorare), ska individen i sin jakt på lycka försöka att samverka och bidrar på så sätt att öka gruppens effektivitet och harmoni.
Vad  beträffar frågor om socialt välbefinnande och socialt skydd avvisar författaren idén om att globaliseringen automatiskt skulle dra ner på vår välfärd (arbeta mer och längre, tjäna mindre osv). Det rör sig helt enkelt, hävdar Layard, om att man måste acceptera att offra en del av sin rikedom för att uppnå socialt välbefinnande.
Ur psykologisk synpunkt förklarar han att anden kan kontrollera humöret och följaktligen är inte depression något ödesbestämt. Vid behov får man ta till vissa mediciner för att lindra psykiskt lidande. Och våra samhällen måste också lägga större vikt vid psykiatri, en vetenskap som inte har ett självklart gott rykte.
Layard inbjuder oss alltså att ta lyckofrågan under allvarligt betraktande: vi kan bli lyckligare än vi är för närvarande och vi borde försöka att nå detta mål. Olika vägar föreslås: ökandet av social samvaro och kvaliteten på denna borde vara prioriterat. Så till exempel avvisar författaren idén om att en större geografisk mobilitet hos löntagarna automatiskt skulle vara bra för samhället. Det som vinns i ökad lön, förloras i samvaron med familj och vänner, och alltså i lyckokänsla. Sammantaget blir samhället förlorare på detta.
Skattepolitiken har en roll att spela i sökandet efter gemensam lycka. En fördelningspolitik möjliggör för de olyckligaste att få ett tillskott av välbefinnande och lycka. I gengäld bör de arbetslösa acceptera ett föreslaget arbete, med risk att annars förlora sina bidrag. Denna omfördelning berövar förvisso de rikaste en liten del av sin inkomst, men det rör sig i så fall om ett mindre ont, för denna inkomstförlust är inte orsak till någon som helst minskad lyckokänsla hos dem. Denna förlust ger tvärtom för dem som redan har arbete och inkomster ett incitament att inte arbeta mer än nödvändigt och bidrar på så sätt även till "bruttonationallyckan". När en individ arbetar för mycket, sker detta ju till nackdel för relationerna inom samhälle och familj, vilket oundvikligen skapar lidande, våld och brottslighet.
På internationellt plan bör de rika länderna anstränga sig att öka sin hjälp till fattigare länder. Denna hjälp är ofta mindre än en halv procent av BNP.

## Kritik
Det finns forskning som vill påvisa en viss ökning i lyckonivån vid höjd inkomst